# Canned Heat (gruppo musicale)
I Canned Heat sono stati un gruppo blues rock fondato a Los Angeles, California nel 1965.

## Storia
Il gruppo si formò nel 1965, composto inizialmente da Alan Wilson (chitarra, armonica a bocca e voce), Bob Hite, detto The Bear (voce e armonica a bocca), Nicky Balsebsky (pianoforte) ed Henry Vestine (chitarra).
Il bassista Larry Taylor, che suonò anche con il bluesman del Regno Unito John Mayall nell'LP USA Union, fece parte dei Canned Heat dal 1967 al 1970 e partecipò con loro a vari festival, compresi il Monterey Pop Festival e Woodstock. 
Nel 1967 la band si fece conoscere al Festival di Monterey e incise Canned Heat.
Nel gennaio del 1968, con Boogie with the Canned Heat, entrò nell'organico il batterista Adolfo De La Parra, detto Fito. Poi arrivarono i successi di On the Road Again (famosa la cover del 1978 dei francesi Rockets) e Going Up the Country (tratta dal successivo Living the Blues del 1968), che si imposero subito nell'olimpo dei grandi classici del rock blues.

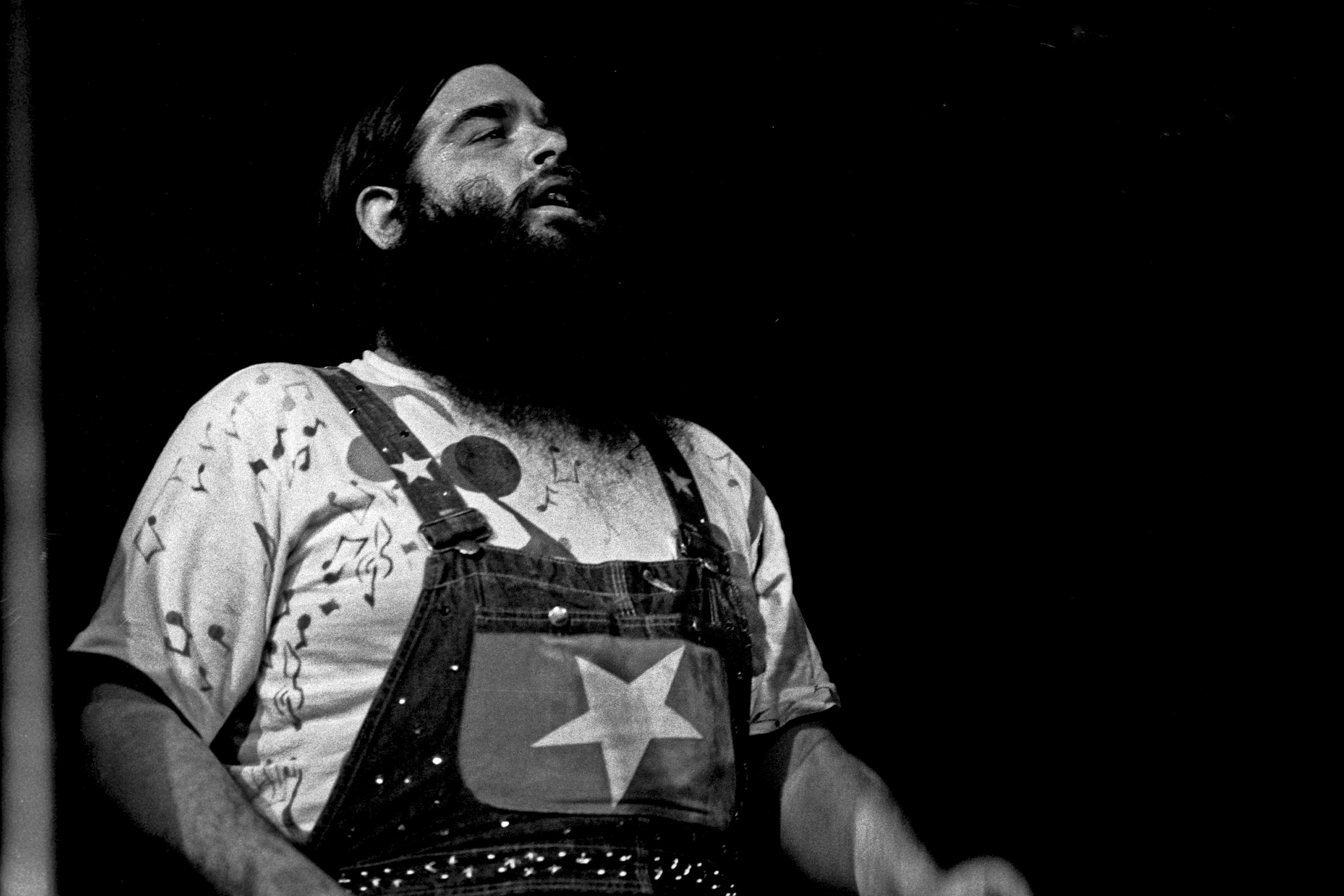
Bob Hite (1974)

Gli Stati Uniti d'America nel frattempo stavano attraversando uno degli eventi più tragici e negativi della propria storia, la guerra del Vietnam; così anche i Canned Heat parteciparono al Festival di Woodstock per aggiungere al coro il loro messaggio di pace.
Alla manifestazione musicale il complesso si presentò con Harvey Mandel al posto di Vestine uscito momentaneamente dalla formazione: si trattava di un ottimo chitarrista nel cui curriculum figuravano collaborazioni con Muddy Waters, Buddy Guy e soprattutto la militanza nel gruppo di Charlie Musselwhite (nell'album Stand Back! Here Comes The Charlie Musselwhite's South Side Band del 1966). Harvey Mandel in seguito acquistò grande notorietà, quando alla metà degli anni '70 partecipò all'album Black and Blue dei The Rolling Stones, poiché fu scelto assieme a Ron Wood e Wayne Perkins come possibile sostituto del chitarrista Mick Taylor, dimissionario. Con questa line-up i Canned Heat incisero gli album Future Blues (1970) e il coevo Canned Heat '70 Concert Live in Europe.
Rientrato Vestine, sempre nel 1970, e uscito Taylor, sostituito da Antonio de la Barreda registrarono il magnifico Hooker 'N Heat con il "maestro" John Lee Hooker. Questo fu l'ultimo album di studio che vide la partecipazione di Alan Wilson poiché sarebbe morto suicida nel settembre dello stesso anno per un'overdose di barbiturici. Lo scatto per la copertina dell'album fu preso dopo la sua morte, ma si può notare una foto di Alan appesa sul muro dietro alla Band.
In seguito, Hite, De La Parra e Vestine guidarono la band per altri album ma di scarsa fortuna. Il 5 aprile 1981, all'età di 38 anni, Bob Hite, noto anche per la sua straordinaria collezione di dischi blues, morì per un attacco di cuore probabilmente in seguito a un collasso per overdose di eroina, sancendo il definitivo scioglimento della band. Numerosi live e raccolte sono stati poi pubblicati nei decenni successivi. 
I Canned Heat hanno introdotto nel panorama musicale un nuovo modo di suonare il blues, il pianoforte non è più lo strumento principale, il genere si avvicina al rock 'n' roll e il ritmo diventa talvolta frenetico; erano le premesse per la nascita del boogie rock che travolse gli Stati Uniti d'America e che si diffuse particolarmente tra le truppe impegnate in guerra.

## Stile musicale
Le radici del blues furono la fonte a cui attinsero al loro esordio i Canned Heat, risultando il gruppo statunitense più rappresentativo del genere secondo solo alla Paul Butterfield Band. Approdati al Blues revival negli USA con quasi dieci anni di ritardo rispetto a quanto era avvenuto nel Regno Unito, si rifacevano agli stilemi del blues di Chicago, che seguirono diligentemente e senza spunti creativi, lanciandosi in lunghe jam session come in Refried Boogies presente nel doppio album Living the Blues del 1968. Con l’LP Future Blues di due anni dopo la formazione sfiorò sonorità hard rock, anche se musicalmente la colonna portante rimase il blues che permise ai Canned Heat nei primi anni settanta di suonare assieme a John Lee Hooker nell’album Hooker 'n Heat e successivamente di accompagnare altri due celebri bluesmen quali Clarence "Gatemouth" Brown e Memphis Slim, fino al tramonto del boogie rock che li aveva visti protagonisti.

## Formazione
I componenti dei Canned Heat nella loro "formazione classica" (1968–70) sono stati i seguenti:
- Bob Hite – voce (1965–1981; deceduto nel 1981)
- Alan Wilson – chitarra ritmica, voce, slide guitar, armonica a bocca (1965–1970 deceduto nel 1970)
- Henry Vestine – chitarra solista (1965–1969, 1970–1974, 1980-1981; deceduto nel 1997)
- Larry Taylor – basso; occasionalmente chitarra solista, voce (1967–70, 1978–80; deceduto nel 2019)
- Adolfo de la Parra – batteria, voce (1968–1981)
- Harvey Mandel – chitarra solista (1969–70)

## Discografia

### Album in studio
- 1967 - Canned Heat, Liberty Records1967 - , Liberty Records
- 1968 - Boogie with Canned Heat, Liberty
- 1968 - Living the Blues [Akarma], Liberty
- 1969 - Hallelujah, Liberty
- 1970 - Future Blues, Liberty
- 1970 - Vintage, Janus
- 1970 - Hooker 'N Heat, Liberty LP, CD EMI, (con John Lee Hooker)
- 1972 - Historical Figures and Ancient Heads, United Artists
- 1973 - The New Age, United Artists
- 1973 - One More River to Cross
- 1974 - Memphis Heat con Memphis Slim
- 1974 - Gates On Heat con Clarence Gatemouth Brown
- 1974 - Boogie With Hooker n'Heat con John Lee Hooker
- 1978 - Human Condition
- 1981 - Kings of the Boogie
- 1988 - Reheated
- 1994 - Internal Combustion
- 1996 - Canned Heat Blues Band
- 2000 - Boogie 2000
- 2003 - Friends in the Can
- 2007 - Christmas Album

### Live
- 1970 - Canned Heat '70 Concert Live in Europe, Liberty
- 1971 - Live at Topanga Corral
- 1980 - Captured Live, Accord
- 1981 - Hooker'n'Heat, Live at the Fox Venice Theatre del 1978 con John Lee Hooker, Rhino
- 1991 - Burnin' Live, SPV 848857
- 1993 - Canned Heat Live
- 1995 - King Biscuit Flower Hour, (live '79 con Hollywood Fats alla chitarra solista)
- 1995 - Live at Turku Festival (71)
- 2011 - Live at Montreux (73) con Clarence "Gatemouth" Brown in 4 brani

### Raccolte
- 1969 - Canned Heat Cookbook, Liberty
- 1972 - The Best of Canned Heat, 1990 CD, EMI/Capitol
- 1975 - The Very Best of Canned Heat, 1975 LP United Artists
- 1989 - Let's Work Together: The Best of Canned Heat, EMI
- 1994 - Uncanned! The Best of Canned Heat, EMI/Capitol
- 1996 - Best of Hooker 'n' Heat, EMI E2-38207
- 1996 - Straight Ahead, Magnum (da - Vintage ('66) + - Live at Topanga('69) )
- 2007 - The Very Best of Canned Heat, EMI

### Singoli
- 1967 - Bullfrog Blues
- 1968 - On The Road Again
- 1968 - Going Up the Country
- 1968 - Anphetamine Annie
- 1969 - Time Was
- 1969 - Let's Work Together